# إيليم (الكتاب المقدس)

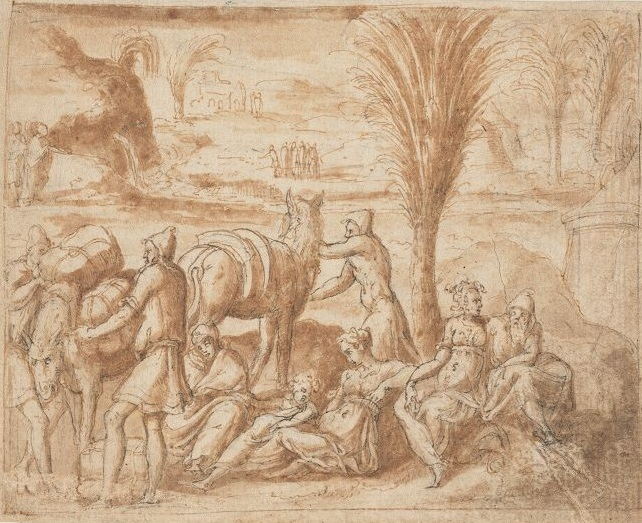

إيليم (بالعبرية: אֵילִם) وفقًا للعهد القديم فهي المكان الذي أقام فيه بنو إسرائيل بعد عبورهم البحر الأحمر ومرورهم بماء مارة، حيث استقروا بإيليم حيث كان يوجد بها «اثْنَتَا عَشْرَةَ عَيْنَ مَاءٍ وَسَبْعُونَ نَخْلَةً، فَنَزَلُوا هُنَاكَ عِنْدَ الْمَاءِ». (سفر الخروج 15:27)
من المعلومات التي يمكن استخلاصها من سفر الخروج 15.23، 16.1 وسفر العدد 33,9 حتي 11؛ أن إيليم تقع بين مراة وبرية سين بالقرب من الشاطئ الشرقي للبحر الأحمر، ويُعتقد أنها تقع في وادي غارندل على بعد 100 كم جنوب شرق السويس. ثم غادر بنو إسرائيل إيليم إلى برية سين بعد شهرين ونصف من خروجهم من مصر.
اقترح البروفيسور مناش هار إيل من جامعة تل أبيب (1968) أن يكون "إيليم" "هي نفسها آبار موسى، وأشار إلى أنه في عام 1907 لاحظ العالم الجيولوجي توماس بارون وجود 12 ينبوعًا في هذا الموقع إلى جانب أشجار النخيل.